# (5245) Maslyakov
(5245) Maslyakov (1976 GR2) – planetoida z pasa głównego asteroid okrążająca Słońce w ciągu 3,18 lat w średniej odległości 2,16 j.a. Odkryta 1 kwietnia 1976 roku.